# Ник Фьюри
Ни́колас Джо́зеф Фью́ри (англ. Nicholas Joseph Fury) — персонаж, директор организации Щ. И. Т., появляющийся в комиксах издательства Marvel Comics. Был создан Стэном Ли и Джеком Кирби и впервые появился в комиксе Sgt. Fury and his Howling Commandos #1 в 1963 году.
Сэмюэл Л. Джексон играет персонажа в Кинематографической вселенной Marvel, а также в двух эпизодах первого сезона телесериала «Агенты „Щ.И.Т.“». Версия персонажа, появившаяся в «Marvel's Ultimate Marvel», была основана на внешности Джексона задолго до того, как его взяли на эту роль.

## Биография
Николас Фьюри — сын известного в Первую мировую войну пилота Джека Фьюри. После окончания средней школы Фьюри и его давний друг Рэд Хэгроув присоединились к Летающему Цирку Финли, путешествующему воздушному шоу. Оба друга стали первоклассными пилотами и каскадёрами. Когда Летающий Цирк Финли добрался до Великобритании в 1940 году, Фьюри и Хэгроув учили парашютизму лейтенанта Сэма Сойера, американского военнослужащего при британской армии. Некоторое время спустя, когда Сойеру поручили спасти британского шпиона в Голландии, он убедил Ника и Рэда сопровождать его. Их самолёт был сбит в Голландии, где они встретились с цирковым силачом Тимоти Дуганом, который присоединился к их спасательной миссии.
В конце концов все пятеро благополучно вернулись в Англию. Воодушевлённый приключением, Дуган вступил в Британскую Армию, а в начале 1941 года Фьюри и Хэгроув вернулись в Америку и поступили на службу армии США.
Фьюри и Хэгроув вскоре были направлены на Пёрл-Харбор на Гавайях, где Ник быстро дослужился до сержанта. 7 Декабря, 1941 года, Пёрл-Харбор был атакован японцами и во время боевых действий Хэгроув был убит. Когда Америка объявила войну Оси, Сойер, теперь уже капитан, был переведён в Рейнджеры США, где он должен был сформировать Первую Атакующую Команду — специальное военное подразделение, которое проходило особую подготовку.
Получив полную свободу в наборе членов команды, Сойер назначил полевым командиром Ника Фьюри. Другими рекрутами стали Даган, чёрный джазовый трубач Гейб Джонс, эксперт по механике Иззи Коэн, актёр Дино Манелли, Реб Рэлстон, который отлично крутил лассо и студент колледжа Джуниор Джунипер. Члены отряда стали почётными коммандос в Британской армии и получили кодовое название «The Howling Commandos» (с англ. — «Ревущие коммандос»).
На протяжении почти четырёх лет Фьюри находился в команде и участвовал во множестве боевых миссий. Ник побывал практически на всех фронтах Второй мировой.
Когда Джуниор был убит в самом начале одной из миссий, его заменили эксцентричным британским военнослужащим по имени Пинки Пинкертон. Позже в группу вступил немецкий перебежчик Эрик Кёниг.
Во время взрыва вражеской гранаты левый глаз Ника был серьёзно повреждён, за что Фьюри получил Пурпурное Сердце, однако покидать военную службу не собирался. Его команда сталкивалась со многими высокопоставленными немецкими офицерами, среди которых был и Барон Вольфганг фон Штрукер.
В начале войны, отделившись от группы во время миссии во Франции, Фьюри был серьёзно ранен от взрыва мины. Обнаруженный французскими партизанами, Ник был доставлен к одному из врачей, который находился ближе всех. Доктора звали профессор Бертольд Стернберг. Не вдаваясь в подробности лечения и не оповещая о них Фьюри, доктор не просто залечил глубокие раны, но также ввёл в организм так называемую «Формулу Инфинити», которая предназначалась для замедления и даже остановки процесса старения человека. Фьюри вернулся в своё подразделение неделю спустя, даже не подозревая о тех экспериментах, которым подверг его профессор Стернберг.
Некоторое время спустя после формирования «The Howling Commandos» поручили уничтожить смертельный луч, созданный Бароном Генрихом Земо. Однако в итоге Земо сам уничтожил луч, когда появилась опасность попадания смертоносного оружия в руки врага. Позже Барон Земо стал одним из главных врагов Капитана Америки.
В середине 1942 года, в то время находясь в Лондоне, Фьюри влюбился в Леди Памелу Хоули — британскую аристократку. В июле того же года группа Фьюри была направлена в Румынию и встретила там известного вампира, графа Дракулу, который доказал, что питает к нацистам отвращение уже по той причине, что они вообще есть. Как бы то ни было, вампир-нацист по имени Кровавый барон попытался захватить группу Фьюри, но его планы распались, когда американский военнослужащий предупредил его о том, что вампиры обернутся против Барона. В конце 1942 года особое подразделение было направлено в северную Африку, где они стали свидетелями мер, предпринимаемых лидером Пустынных Ястребов и его дочерью Шейлой, Капитаном Старром и т. д.
В 1943 году Фьюри и Даган спасли Памелу Хоули от немецкого колдуна Виконта Кроулера, неосознанно ввязываясь в столкновение демона Дормамму и будущего Верховного Волшебника Доктора Стрэнджа, который впоследствии удалил ненужные воспоминания у солдат.
«The Howling Commandos» снова столкнулись с магией недели спустя, когда их команда объединилась с вором-авантюристом по имени Жан Люк ЛеБо для того, чтобы помешать Барону Штрукеру заполучить волшебный камень Принцесса Мгновения, позволяющий путешествовать во времени.
В один из наиболее прозаических моментов Фьюри наконец решился сделать шаг навстречу Леди Хоули и предложил ей выйти за него замуж, но девушка трагически погибла во время очередной бомбардировки Лондона, которая началась как раз в то время, когда Памела помогала раненым.
Месяцы спустя, когда Фьюри находился дома в заслуженном отпуске, его брат Джейк, который завидовал известности Ника, был похищен нацистским полковником Клау. Нику удалось освободить брата, однако выбраться с вражеской территории так и не смог, попав в плен вместо Джейка. В свою очередь Джейк помог группе спасти Ника. После этих событий Джейк Фьюри был зачислен в армию, однако вскоре он пожалел о сделанном выборе и ещё больше возненавидел Ника.
В какой-то момент нацистский вдохновитель по имени Красный Череп проник на базу Фьюри с помощью удачной маскировки, но в конечном итоге его планы всё же были сорваны. В апреле 1944 года, отряд «The Howling Commandos» и их временные союзники, Капитан Америка и Баки вступили в борьбу с Черепом, чтобы спасти американского промышленника. Недели спустя «The Howling Commandos» преследовали Барона Штрукера до немецкой деревушки Грёнштадта, где они обнаружили, что Барон возглавляет нацистскую Команду СС, которая буквально вырезает мирное население. Переполненные гневом и отвращением, «The Howling Commandos» убили всех солдат Штрукера до последнего человека, однако самому нацистскому барону удалось бежать.
Фьюри не знал тогда, что Штрукер уничтожил Грёнштадт лишь для того, чтобы скрыть обнаруженную неподалёку часть Гнобианс — инопланетян, обладающих значительным количеством передовых технологий. После массовых убийств Штрукер мысленно связался с лидером Гнобианс, чтобы получить уникальные знания внеземной цивилизации, в то время как Гнобианс узнали о его двуличном характере.
6 июня 1944, больше известного под названием День Д, отряд Фьюри были в числе союзнической армии, которая освобождала Францию от нацистских захватчиков. В октябре они объединились с Капитаном Америкой и Баки для того, чтобы противостоять новым угрозам и помочь Верховному Волшебнику Древнему, в борьбе против альянса между Дормамму и Красным Черепом. В этот раз воспоминания о Дормамму также были удалены из памяти Фьюри и его коллег.
Возвращаясь на поля сражений более традиционной войны, Фьюри и Капитан Америка уничтожили один из боевых биохимических лагерей Черепа, освободив при этом из плена Майкла Крамера и других заключённых.
В 1945 году отряд «The Howling Commandos» снова столкнулся с нечистью, когда столетний колдун Алгернон Кроу создал солдат-зомби для нацистских захватчиков. «The Howling Commandos» вступили в бой с зомби и после своей победы посчитали, что Кроу погиб.
Когда война наконец завершилась в августе 1945 года, Фьюри повёл «The Howling Commandos» на европейскую зачистку, в ходе которой они выискивали уцелевших боевиков. Именно в этот период «The Howling Commandos» прикрыли «лавочку смерти», которой являлась научная лаборатория Натаниэля Эссекса, также известного как Мистер Злыдень. Фьюри был переведён на Окинаву, Япония, чтобы провести такие же зачистки. Другие члены команды «The Howling Commandos» вернулись к гражданской жизни.
Вскоре после войны Фьюри был завербован ОСС на постоянную службу. Работая с агентами британского МИ-5, он был послан за Полковником Ишии — отщепенцем японской науки, который владел разработками биологического оружия. Фьюри удалось захватить Ишию, однако он стал единственным уцелевшим в этой миссии.
В 1946 году Фьюри в возрасте шестидесяти лет ожидал свою смерть с минуты на минуту, из-за последствий воздействия Формулы Вечности профессора Стернберга. Ожидая этого года, Стернберг тут же отправил Нику Фьюри усовершенствованный вариант препарата, и Фьюри незамедлительно ввёл его себе, возвращая тем самым свою молодость.
Как бы то ни было, эффект новой формулы действовал лишь один год и по истечении этого срока Стернберг стал вымогать у Фьюри деньги за постоянные поставки сыворотки. Не узнавая местонахождение профессора, Фьюри подготовил необходимую сумму и без лишних разговоров выкупил формулу на несколько десятилетий вперёд.
В 1947 году ОСС был расформирован и Фьюри поступил на службу в военную разведку. В конечном итоге он стал свидетелем войны в Корее в 1950 году, и когда возникла необходимость, Ник снова создал «The Howling Commandos», которым поручили специальную миссию, в ходе которой нужно было взорвать ракетную базу в тылу врага. По завершении этой миссии Фьюри был повышен в звании до второго лейтенанта и вскоре был переведён в Центральное разведывательное управление. В этом качестве он возглавлял подразделение, известное как группа «Валькирия», вплоть до окончания войны в 1953 году.
В период с конца 50-х и начала 60-х Фьюри работал с супер-командой под названием «Первая Линия», и был впечатлён их лидером, Янки Клипером.
К 1963 году Фьюри уже был полковником ЦРУ и стоял во главе программы, включающей в себя боевиков с телепатическими способностями, одна из которых, Тереза Беллвеза, была убита в ходе операции под названием «Проект: О лице».
Судьба программы Фьюри неизвестна, но к 1967 году он принимал активное участие в войне во Вьетнаме, где он снова сформировал особое подразделение «The Howling Commandos». Годы спустя он прошёл подготовку в войсках специального назначения «Зелёные береты». Затем подготовку он продолжил в «Чёрных Беретах» в 1973 году. Мало что известно о том периоде, в течение которого Фьюри работал на ЦРУ, однако можно с уверенностью сказать, что он часто работал со своим товарищем времён Второй мировой войны, которого звали Логан — в то время он работал на канадскую разведку. Таланты Фьюри в разработке тактики и стратегий снискали ему множество недругов, в числе которых находится и смертоносный интеллект Спука.
В начале 1980-х годов Фьюри вместе с реорганизованной «Первой Линией» способствовал борьбе против подземных захватчиков. После своего доклада Ник был рекомендован в проект Щ. И. Т., правительственную организацию. Позднее Фьюри тайно направился в Макао для расследования дела Амбер Д’Алексис, которая занималась шпионажем и контрабандой оружия через сеть своих казино. Фьюри завёл роман с Д’Алексис, чтобы заручиться её доверием и разузнать подробности дела. В итоге Ник узнал о романтических отношениях Амбер с его братом Джейком, который в то время был исследователем в биофизике. В итоге Фьюри взял Д’Алексис под стражу, чем превратил давнюю обиду Джейка в настоящую ненависть.
Несколько лет спустя Фьюри опять сформировал «The Howling Commandos», по крайней мере для одной миссии с Беном Гриммом. За тот же период времени Ник работал с двумя блестящими учеными, Ридом Ричардсом и Тони Старком. Фьюри не знал, что они оба были вовлечены в Щ. И. Т., а Джейк Фьюри вскоре стал работать на Старка.
В последние годы, вскоре после дебюта Фантастической Четвёрки, Ник Фьюри помогал команде героев в борьбе против подрывника Хэйт-Монгера. На протяжении этой миссии Фьюри было поручено расследование дела о шпионаже в Старк Индастриз, в то время как Ник был не оповещён о том, что Старк сам принимал участие в подразделении международного шпионажа, известного как Щ. И. Т., чей директор, Полковник Рик Стонер, был недавно убит высокотехнологичной террористической группировкой Гидра. Фьюри был разочарован результатами расследования, так как шпионом оказался его брат Джейк, который перешёл на сторону Гидры.
Во время конфронтации со своим братом Фьюри получил пулю в левый глаз, что усугубило старую травму, оставшуюся с первой войны. Несмотря на то, что его деятельность была разоблачена, Джейк сумел сбежать, а Ник, чей глаз теперь не подлежал восстановлению, стал носить чёрную повязку.
По рекомендациям Старка, Фьюри был приглашён на руководствующий пост в Щ. И. Т., который терпел новые нападения от Гидры. Фьюри сомневался в своих способностях, но всё же согласился на новую роль, при этом взяв на работу Дум-Дум Дугана, который стал вторым в команде, а также Гейба Джонсона и Эрика Кенинга. Фьюри направил Щ. И. Т. против Гидры, AIM, Друида и других террористов. Чтобы не рисковать лишний раз жизнями своих работников, Фьюри зачастую действовал сам, таким образом оставаясь полевым агентом.
Правой рукой Ника был человек по имени Джаспер Ситвелл, лояльный администратор, чья приверженность к следованию правилам раздражала Фьюри даже несмотря на то, что все они основывались на его собственных словах.
Во время ранних столкновений с Гидрой Фьюри влюбился в Лауру Браун — дочь предполагаемого лидера террористической организации. Когда глава был убит, Фьюри посчитал, что Гидра доживает свои последние дни, однако это оказалось ошибкой. Вместо одной отрезанной руки в любой момент была готова вырасти другая. Когда отношения с Лаурой завершились, Фьюри закрутил роман с агентом Контесса Валентина де Фонтейн.
Через месяцы после присоединения к Щ. И. Т. Фьюри снова встретился со своим старым боевым другом, Капитаном Америкой. По иронии судьбы Фьюри столкнулся с ещё одним своим давним знакомым. Стало известно, что Гидру, созданную в последние дни Второй мировой войны, тайно возглавлял не кто иной, как Барон Штрукер. Он вместе со своей организацией шантажировал мир возможным взрывом бомбы. Фьюри узнал расположение бомб и основной базы Барона, что позволило Щ. И. Т. накрыть остров, на котором и находилась база, куполом. По всей видимости, Штрукер и его люди погибли от собственного оружия.
После этого Фьюри едва не сошёл с ума, став пешкой в игре диктатора Латверии, Доктора Дума, и его роботом-оппонентом. В ходе игры, произошло столкновение Щ. И. Т. с роботом.
Другие враги появились, когда Джейк Фьюри, уполномоченный загадочным Ключом Зодиака, напал на Щ. И. Т. в качестве злодея по имени Скорпио. Разоблаченный, Скорпио вступил в схватку с Ником Фьюри. В этой битве Ник одержал победу, фактически убив Скорпио, однако сознание злодея выжило в андроидном теле. После финальной битвы, Фьюри хотел уйти в отпуск, однако известие об убийстве профессора Стернберга помешало его планам. Убийцей учёного был преступник по имени Стальной Харрис, который пытался продолжить дело профессора и шантажировать Фьюри с целью получения денег за формулу. Но в этот раз Ник не пошёл на сделку и с помощью де ла Фонтейн одолел Стального Харриса, забрав секретную формулу и использовав её для себя.
В качестве директора Щ. И. Т. Фьюри боролся с различными врагами Нью-Йорка, которые обладали суперспособностями, делая свою работу вместе с супергероями, со многими из которых Ник имел неплохие отношения. Когда Существо и Мстители организовали плавающий покер, Фьюри стал постоянным участником, при этом возобновив дружбу с Росомахой, который теперь был членом команды Люди Икс. Несмотря на своё уважение к супергероям и даже дружбу, Фьюри признавал их потенциальную угрозу, и Щ. И. Т. формирует несколько стратегических планов на случай непредвиденных обстоятельств, связанных с поведением сверхлюдей.
На протяжении многих лет Фьюри приходилось находить компромисс между своими прямыми обязанностями и дружескими отношениями, что не всегда оканчивалось его удовлетворением результатом.
Вскоре Фьюри стал беспокоиться также и из-за коррупции в организации, что привело его к работе с экс-агентом Пересмешником для раскрытия нескольких криминальных историй.
Целью Фьюри стала организация «Сентябрь», которая атаковала воздушную базу Щ. И. Т., свергла правительство небольшой латиноамериканской страны, напала на Фьюри и его людей в Египте. Группировка была замечена в Гонконге, где Ник разоблачил их лидера, чье настоящее имя было Жёлтый Коготь.

### Секретное вторжение
В начале «Тайного Вторжения» (англ. Secret Invasion) Ник Фьюри на годы покидает Щ. И. Т., так как знает о надвигающейся беде. Выясняется, что одна из основных целей Империи Скруллов — захватить Ника Фьюри.
Скруллы вскоре отправляют двойника Валентины Аллегро де Фонтейн только для того, чтобы убить Ника. Фьюри спасается, спрятавшись в безопасном месте, и предупреждает заместителя директора Щ. И. Т.'а Марию Хилл о нависшей угрозе и просит не доверять никому. Ник использует свою подругу Дейзи Джонсон, чтобы собрать команду суперлюдей, обладающих способностями, которых они могли бы натренировать для того, чтобы дать отпор вторжению. После усердных тренировок в течение нескольких месяцев, они узнают о начале вторжения скруллов. Ник Фьюри отправляет свою команду, чтобы спасти нескольких активных героев и собрать их в своём убежище для перегруппировки. В это время Ник использует Дэдпула для того, чтобы получить информацию о королеве скруллов, и эту информацию неосознанно перехватывает Норман Озборн. Затем они объединились с другими героями в Центральном парке для решающей битвы со скруллами. Когда его старые друзья Дум-Дум Дуган и Валентина де Фонтейн выходят из космического корабля скруллов вместе с освобождёнными героями, Ник Фьюри просто телепортируется неизвестно куда, не сказав ни слова.

## Другие версии

### MC2
В альтернативной реальности, известной как вселенная MC2, Ник Фьюри жив и здоров и по-прежнему работает на Щ. И. Т.

### Ultimate Marvel

Ultimate Ник Фьюри.

В Ultimate-вселенной Ник Фьюри — афроамериканец. При первом появлении персонаж обладал отдельной внешностью (худощавое телосложение, наличие волос на голове и т. д.), затем его стали рисовать похожим на Сэмюэля Л. Джексона. Когда актёр узнал об этом, то обсудил это с Marvel Comics и позволил компании продолжить использование своего образа. Это было одной из причин, почему Джексона пригласили на роль Фьюри в фильмах Кинематографической вселенной Marvel.
По его словам он сирота, но мать ещё жива, он окончил колледж со степенью бакалавра в Индии меньше десяти лет назад и лично внёс свой вклад в окончание Холодной Войны. Его статус «герой войны» считают неоспоримым. Также сам Ник заявил, что был готов умереть с 18 лет, но что произошло и как это отразилось на его жизни, остаётся тайной.
Годы спустя Фьюри начал работать в тесном сотрудничестве со шпионом Клинтом Бартоном (он же Соколиный Глаз), вместе они поспособствовали росту Щ. И. Т., международной организации по обеспечению безопасности. Однако руководство организации отошло к командиру Ника, генералу Россу. Фьюри принял участие в Войне в Заливе, где потерял глаз и от смерти его спас мутант Росомаха. Когда новое возрождение американской программы суперсолдат не принесло результатов в течение шести лет, Фьюри порекомендовал, чтобы программа была продолжена частными предприятиями, которые должны были предложить конкурентные предложения для развития необходимых технологий и процедур. В конкурсе за правительственный контракт приняли участие такие компании, как Озкорп Нормана Озборна и Хаммер Индастриз Джастина Хаммера, экспериментируя и наделяя силами желаемые и не желаемые объекты. Тем временем и сам Щ. И. Т. разрабатывал технологию, которая наделит силой некоторых агентов, известных как Алтимэйтс. Так Фьюри оказался виновен непосредственно и косвенно за внезапное увеличение количества сверхлюдей-немутантов. Фьюри лично прекратил все связи Щ. И. Т.'а и этически скомпрометировавшей себя Озкорп, заработав ненависть Озборна, который вскоре превратил себя в Зелёного Гоблина.
В то же время Ник пошёл на существенный риск, чтобы освободить Росомаху из-под влияния Оружия Икс, подразделения, подконтрольного Щ. И. Т.'у, что характерно, это было в тот же период, что и появление разногласий между Магнето и профессором Чарльзом Ксавьером. Неизвестно, планировал ли Фьюри последующее вмешательство Росомахи в конфликт двух лидеров мутантов или нет. Помимо этого Фьюри участвовал в различных сомнительных сотрудничествах по поиску передовой технологии, вроде сделки с Латверией, которые должны были похитить технологию Железного Человека.
Вскоре Фьюри (уже полковник) был отправлен в Дели, чтобы расследовать предполагаемые нарушения международных договоров о запрещении ядерных испытаний на сверхлюдях. Он обнаружил главный проект, содержащий попытку доступа к мутантским ДНК, но был схвачен. По пути к Непалу, где должны были продать тайны, которые знал Ник, Фьюри был спасен Людьми Икс, которые помимо их воли выполняли указания Оружия Икс. Позже, следуя сообщению на автоответчике, сброшенному Росомахой, Фьюри возглавил вторжения Щ. И. Т.'а на базу Оружия Икс, закрыв все негуманные операции, и лично казнил лидера Оружия Икс Джона Райта. Во время операции Ник установил мирные отношения с Людьми Икс и рекрутировал Ртуть и Алую Ведьму, лидеров Братства Мутантов, на должность тайных агентов.
Когда генерал Росс покинул пост руководителя Щ. И. Т.'а, Фьюри, получивший звание генерала, занял его место. Одной из первых инициатив на посту было учреждение специальной группы мутантов-стажеров, среди которых была Карма, контролирующая разум других людей. Также в спецподразделении оказался и старый друг Ника, Соколиный Глаз, и бывшая шпионка КГБ Чёрная Вдова, лично завербованная Фьюри. Впервые за несколько лет программа суперсолдата получила беспрецедентное финансирование, благодаря Нику Фьюри, которое было использовано на формирования команды Алтимэйтс, смеси мутантов, видоизменённых людей и высоких технологий. В команду вошёл и недавно вернувшийся Капитан Америка, а базой стал высокотехнологичный Трискелион. Алтимэйтс столкнулись с множеством личных конфликтов и споров, особенно связанных с проектом, превратившим Брюса Баннера в монстра Халка. Разрушительная ярость Халка была остановлена Алтимэйтс, хотя Щ. И. Т.'у и удалось скрыть истинную личность Халка от общества. Несмотря на это, создание команды оказалось как раз вовремя для того, чтобы спасти мир от инопланетных захватчиков Читаури (благодаря частично управляемому Халку). Это обеспечило команде место в сердцах людей всего мира.
Тем временем обезумевший Норманн Озборн стал шантажировать молодого Питера Паркера (Человек-паук), чтобы тот помог ему уничтожить Фьюри. Ожидая подобного, Ник открылся Паркеру, заставив его поверить себе и пообещав любую помощь. После того, как Человек-паук помог победить Озборна, Фьюри заключил Озборна в специализированную тюрьму, куда вскоре присоединились новые сверхчеловеческие заключённые, потерпевшие поражение от рук юного супергероя. Признав собственную роль в экспериментах, изменивших заключённых, Фьюри планировал уделить им своё внимание, но был отвлечён возвращением Магнето, которого считали мёртвым. Когда Магнето и его Братство мутантов напали на Бруклинский мост, убив сотни людей, Фьюри отправил Алтимэйтс против Братства и причастных к появлению Магнето Людей Икс, в то время как сам возглавил службу безопасности президента, создав новую систему защиты. В конце концов Люди Икс победили Магнето, и Фьюри, помня о своём долге, принял меры, чтобы они попали под федеральную юрисдикцию в качестве специальной единицы по поддержанию мира. Однако вскоре Фьюри узнал, что с Людьми Икс будет больше проблем, чем он предполагал, списанные агенты Оружия Икс, нанятые тайной правительственной группировкой по свержению президента, открыли охоту на Росомаху, а преследовавшие их Люди Икс невольно вскрыли поиски продажных агентов Щ. И. Т.'а.
Всё это время Озборн содержался в тюрьме Трискелиона вместе с Доктором Осьминогом, Песочным Человеком, Электро и Крэйвеном-охотником. Фьюри намеревался их держать, пока не изучит их тайны и не найдет способ, понижающий их общественную опасность. Однако под предводительством Озборна заключённым удалось бежать, после чего они обратились за выкупом к Президенту, в обмен обещая, что не привлекут его к неблаговидным делам Фьюри, о которых Президент был в курсе. Ник объединил силы Алтимэйтс и Человека-паука, победив Озборна, но победа не помешала Фьюри осознать собственную роль в поражении, случившемся ранее.
Фьюри подорвал доверие к себе, когда обратился с просьбой к Росомахе, чтобы тот убил подростка-мутанта, чьи способности случайно убили целый город, все это Ник сделал для предотвращения возможной неконтролируемой антимутантской истерии. Доверие к Нику и Людям Икс было подорвано, и Президент согласился создать общественную связь со школой Эммы Фрост. Однако это привело к активации антимутантских мятежников и они использовали Стражей, чтобы напасть на Президентскую пресс-конференцию. Людям Икс удалось уничтожить Стражей, и агент Карма раскрыла заговорщиков, вернув доверие к Людям Икс и Фьюри.
Когда Землю поразил мощный псионический сигнал бедствия, приведший к массовым самоубийствам, Фьюри и часть команды Алтимэйтс выследили сигнал до российской базы в Тунгуске. Команда обнаружила, что инопланетный андроид Вижн, посланный на Землю столетием ранее, предупредил человечество о приходе разрушительной силы Га Лак Туса. Фьюри поручил Вижна одному из специалистов, Сэму Вилсону. Факт предупреждения Вижна присвоили себе русские, пытающиеся использовать в своём эксперименте суперсолдата каннибализм, это не укрылось от Ника, который начал винить себя в событиях, которые он привёл в движение. Тем временем Фьюри начал сдавать позиции, связь с Людьми Икс ослабела, Человек-паук стал больше потенциальной угрозой, чем союзником. Работа Ника была осложнена и появлением инопланетян Крии (включая Капитана Марвела), разместивших наблюдателей, чтобы запечатлеть смертельные муки Земли от Га Лак Туса. Открытие связи Алтимэйтс с Халком и сумасшествие Тора нанесли серьёзный удар по репутации команды. Их увеличивающаяся международная деятельность заставила расценивать некоторых Ника Фьюри как оружие, готовое разжечь сверхчеловеческую мировую войну. Чтобы устранить потенциальный джокер, Фьюри подстраивает собственное убийство мистером Никсом, возможно, самым опасным политическим убийцей на Земле. Во время попытки покушения Фьюри убивает Никса.
Однако недовольство командой Алтимэйтс растёт и наконец прорывается в нападении на США команды Освободителей. Захватчикам удается обезвредить Алтимэйтс и остальных героев, но в конце концов им удается освободиться и команда Освободители оказывается повержена и практически истреблена. Во время битвы Ник теряет правую руку. Отношения Фьюри и Питера Паркера все сильнее обостряются, вмешательство Фьюри и Щ. И. Т.'а в дела Питера начинает все больше злить последнего, однако в результате Ник отказывается от планов лишения Питера его способностей. Однако и о сотрудничестве с Фантастической Четвёркой глава Щ. И. Т.'а не забывает, но в результате его вмешательства в несанкционированный эксперимент Рида Ричардса Ник становится частичным виновником практически полного уничтожения Супримверс (соседней вселенной). Сквадрон Суприм, команда сверхлюдей, приходят, чтобы забрать Рида, обвиненного в преступлении, после их ухода Фьюри возглавляет героев и они отправляются, чтобы освободить Мистера Фантастика, однако у Фьюри свои планы — поиск исследований и новых знаний. Для этого он вступил в сговор с Доктором Думом, кроме того, в качестве страховки Ник взял с собой Халка. Лишь совместными усилиями Алтимэйтс, Людей Икс, Фантастической Четвёрки и двух Сквадрон Супримов удается обезвредить Халка, однако Дум оказывается на деле Думботом. Чтобы остановить борьбу Алтимэйтс соглашаются оставить Ника Фьюри в Супримверсе.
По неизвестным причинам Фьюри удается избежать казни в Супримверсе и он возвращается на Землю во время Ультиматума. Спася мир, Фьюри возвращается в Щ. И. Т., где собирает команду «чёрного спецназа» — Мстителей, состоящих из исправившихся преступников. Мстители специализируются на секретных операциях, слишком «грязных» для Алтимейтс. После аферы с сывороткой суперсолдата на него начинают охотиться Альтимэйтс. Между его командой чёрного спецназа и Алтимэйтс происходит битва, в которой побеждает команда Капитана Америки. При попытке Кэпа окончательно обезвредить Фьюри, Каратель делает выстрел, направленный на Капитана, но Человек-паук закрывает его своим телом и тем самым спасает от пули и даёт шанс Нику скрыться.

## Силы, способности и экипировка
Благодаря использованию специальной сыворотки «Инфинити» у Ника Фьюри замедлен процесс старения. Он также великолепный тактик, мастер боевых искусств, стрелок и атлет. Вся его одежда снабжена камерами и устройствами наблюдения, гарантируя то, что его местонахождение всегда может быть вычислено (хотя не всегда). Ранее у Ника был доступ к вооружению Щ. И. Т.'а, включая технологию маскировки, делающую владельца невидимым, и устройство, позволяющее летать.

## Вне комиксов
Ник Фьюри появился в огромном количестве мультсериалов, полнометражных анимационных фильмах, сериалах и кинофильмах.

### Телевидение
- Дэвид Хассельхофф исполнил заглавную роль в телевизионном фильме «Ник Фьюри: Агент Щ.И.Т.а»[англ.].

#### Мультсериалы
1990-е

Ник Фьюри в мультсериале «Железный человек». 14 серия — Звери в человеческом обличии

- Ник Фьюри появился в качестве специального гостя в мультсериале «Железный человек», где был озвучен Филипом Эбботтом в эпизоде 14 — Звери в человеческом обличии, 17 — Яблоко от яблони и 21-22 — Щит и Меч 1 и 2 части.
- Фьюри появляется в нескольких сериях «Человека-паука», озвучен Филипом Эбботтом и позже Джеком Эйнджелом. Он участвует в эпизодах «День Хамелеона», «Кот» и «Чёрная Кошка». Также появляется в сюжете «Шесть забытых воинов», состоящем из шести частей.
- Фьюри появляется в «Людях Икс». В сериях «Бегство во времени. Часть 1» и «Старые солдаты».
- Хоть он и не появляется, но имеет многочисленные упоминания в «Невероятном Халке».
- В «Непобедимый Человек-паук» Фьюри появляется в первом эпизоде. Озвучен Марком Гиббоном.

2000-е
- Фьюри присутствует в мультсериале «Люди Икс: Эволюция», где озвучен Джимом Бёрнсем. Появляется в сериях «Операция: Возрождение», «День восстановления», «Х-23», «Мишень Х», «Восстание» и «Вознесение».
- Фьюри появляется в серии «Росомаха против Халка» мультсериала «Росомаха и Люди Икс». Озвучен Алексом Десертом. Здесь его повязка на правом глазу, а не левом, как в большинстве версий.
- Фьюри — постоянный персонаж мультсериала «Железный человек: Приключения в броне». Озвучен Дином Редманом.
- Фьюри появляется в «Отряде супергероев», где озвучен Кевином Майклом Ричардсоном.

2010-е
- Алекс Десерт вновь озвучил Ника Фьюри в мультсериале «Мстители. Величайшие герои Земли».
- Чи Макбрайд озвучил Ultimate-версию Ника Фьюри в мультсериале «Совершенный Человек-паук». Позже повторил это в мультсериалах «Мстители, общий сбор!», «Халк и агенты У.Д.А.Р.» и мультфильме «Финес и Ферб: Миссия Marvel».

Пародии
- Пародии на Ника Фьюри были в мультсериалах «Тик-герой», «Братья Вентура» и «Робоцып» (озвучил Дональд Фэйсон).

### Фильмы

#### Анимационные
- Андре Уэр озвучил Ника Фьюри в мультфильмах «Новые Мстители» и «Новые Мстители 2»[5].

#### Кинематографическая вселенная Marvel
В фильмах Кинематографической вселенной Marvel Фьюри играет актёр Сэмюэл Л. Джексон, который подписал контракт на исполнение этой роли в девяти фильмах компании «Marvel Studios».
Одной из причин, почему Джексона пригласили на роль Фьюри было то, что в Ultimate-комиксах художники рисовали Фьюри похожим на Сэмюэля Л. Джексона. Актёр узнал об этом и, обсудив это с Marvel Comics, позволил компании продолжить использование своего образа.
- Первое появление Джексона в этой роли состоялось в фильме «Железный человек». В послетитровой сцене он представляется Старку как директор «Щ. И. Т.а» и предлагает обсудить инициативу «Мстителей».
- В вступительных титрах фильма «Невероятный Халк» можно увидеть документ с именем Ника Фьюри.
- В фильме «Железный человек 2» он имеет более масштабную роль. Он даёт Старку обезболивающее, затем кейс с документами Говарда Старка. В конце фильма он говорит Тони, что второй не готов читать план «Инициативы Мстителей» и нужен только в качестве консультанта.
- В фильме «Тор» он появляется после титров, где показывает Эрику Селвигу кейс с Тессерактом.
- В фильме «Первый мститель» его появление приходится на самый конец фильма, где он на Тайм-Сквер говорит Стиву Роджерсу, что тот был в коме 70 лет.
- Играл важную роль в фильме «Мстители».
- В фильме ««Первый мститель: Другая война» Джексон повторил эту роль.
- Ник Фьюри появился в двух сериях сериала Агенты Щ. И. Т.».
- В фильме «Мстители: Эра Альтрона» Джексон вернулся к этой роли.
- В фильме «Мстители: Война бесконечности» Джексон вновь повторил роль Фьюри в сцене после титров. Перед тем как исчезнуть вместе с половиной землян он успевает подать сигнал Капитану Марвел.
- В фильме «Капитан Марвел» Джексон вернулся к роли Фьюри, который в 1995 году ещё являлся рядовым агентом Щ. И. Та. Также показывается как он лишился левого глаза и как он придумал инициативу «Мстителей».
- В фильме «Мстители: Финал» Джексон вновь повторил роль Фьюри в камео. Воскрешённый Фьюри присутствовал на похоронах Тони Старка.
- Джексон вернулся к роли Фьюри в фильме «Человек-паук: Вдали от дома». Во второй сцене после титров раскрылось, что под его личностью весь фильм скрывался скрулл Талос, а настоящий Фьюри находился на космической станции.
- Несколько альтернативных версий Фьюри появляются в мультсериале «Что, если…?», где их также озвучивает Джексон.
- Джексон сыграл Ника Фьюри в сериале «Секретное вторжение», где он является главным героем и расследует деятельность сркуллов-мятежников, желающих установить власть на Земле.
- Джексон повторил роль Фьюри в фильме «Капитан Марвел 2».

### Видеоигры
- Появляется в «The Punisher»
- Появляется в «The Punisher»
- Появляется в «Fantastic Four: The Videogame»
- Появляется в «X-Men Legends ll: Rice Of Apocalypse»
- Появляется в «Ultimate Spider-Man»
- Появляется в «Marvel: Ultimate Alliance»
- Появляется в «Spider-Man: Friend Or Foe»
- Появляется в «Spider-Man: Web Of Shadows»
- Появляется в «Marvel: Ultimate Alliance 2»
- Появляется в «Iron Man 2: The Videogame»
- Появляется в «Marvel vs Capcom 3»
- Ultimate Ник Фьюри появляется в «Spider-Man: Shattered Dimensions»
- Появляется в «Marvel: Avengers Alliance»
- Появляется в «Super Hero Squad Online»
- Появляется в «Lego Marvel Super Heroes» и её сиквеле «Lego Marvel Super Heroes 2»
- Появляется в «Marvel Heroes»
- Появляется в «Disney Infinity: Marvel Super Heroes»
- Появляется в «Marvel: Puzzle Quest»
- Появляется в «Spider-Man Unlimited»
- Появляется в «Marvel: Future Fight»
- Появляется в «Marvel: Mighty Heroes»
- Появляется в мобильной игре «Marvel: Contest Of Champions»
- Появляется в «Disney Infinity: Marvel Super Heroes 3.0»
- Появляется в мобильной игре «Marvel: Strike Force»
- Появляется в «Lego Marvel`s Avengers»

## Критика и отзывы
В мае 2011 года Ник Фьюри занял 33 место в списке 100 лучших героев комиксов по версии IGN.